# Trioceros nyirit
Trioceros nyirit là một loài thằn lằn trong họ Chamaeleonidae. Loài này được Stipala, Lutzmánn, Malonza, Borghesio, Wilkinson, Godley & Evans mô tả khoa học đầu tiên năm 2011.